# Nvidia-GeForce-9-Serie

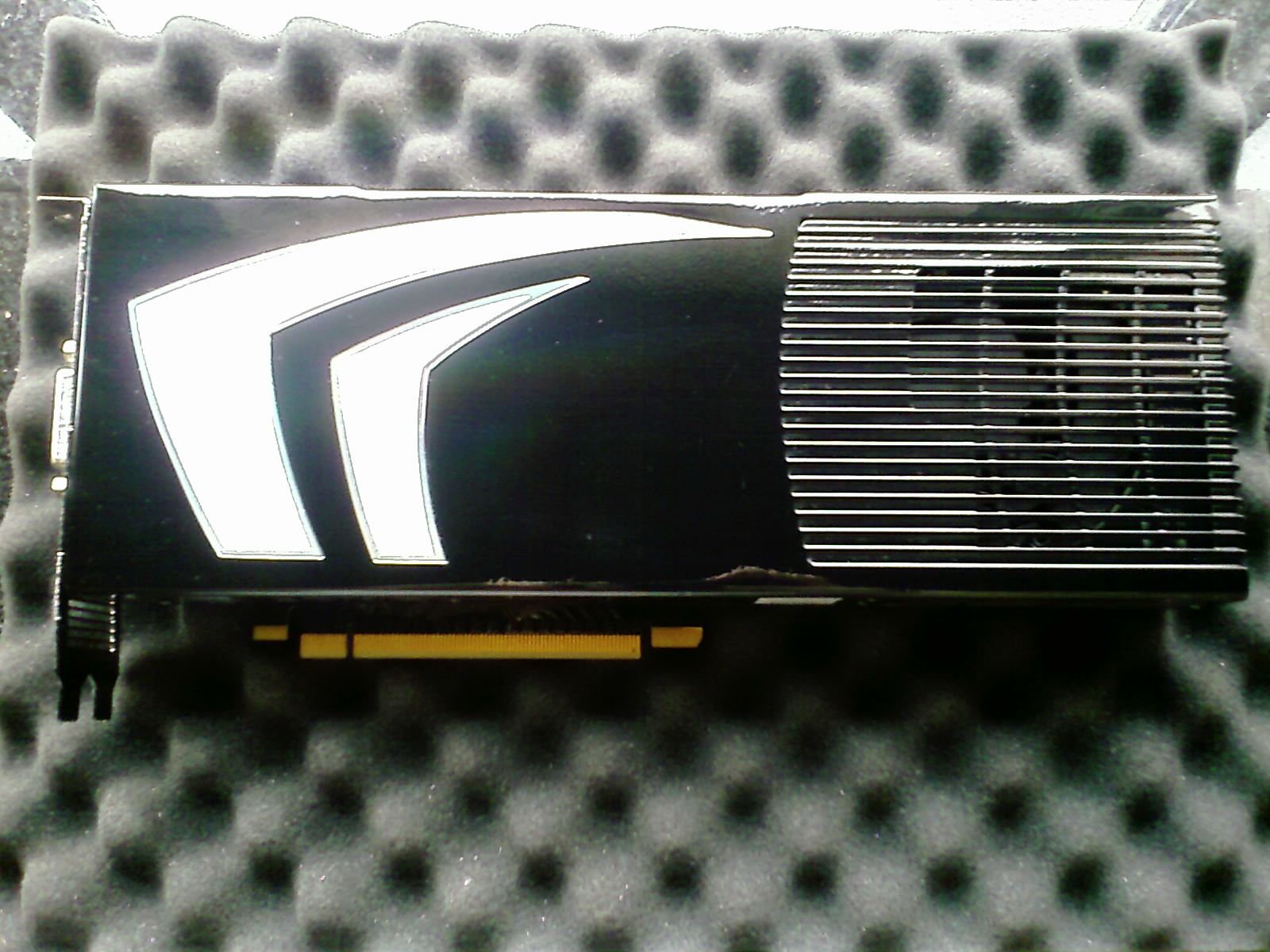
Nvidia GeForce 9800 GX2

Die GeForce-9-Serie ist eine Serie von Desktop-Grafikchips des Unternehmens Nvidia und Nachfolger der GeForce-8-Serie. Alle Grafikprozessoren dieser Serie unterstützen das Shadermodell 4.0 (SM 4.0) nach DirectX 10, OpenGL 3.3, CUDA und damit auch PhysX. Ab Januar 2009 wurden einige Modelle der GeForce-9-Serie auch als „GeForce 100“ für den OEM-Markt vermarktet. Technisch wurde die GeForce-9-Serie von der GeForce-200-Serie abgelöst.

## Beschreibung
Die Anfang 2008 eingeführte GeForce-9-Serie ist in weiten Teilen mit den Chips der Vorgängerserie identisch. Da zwei der insgesamt vier verwendeten Grafikprozessoren bereits in der GeForce-8-Serie eingesetzt worden sind, geriet Nvidia aufgrund der Namensgebung in die Kritik. Dazu trug auch bei, dass die GeForce 8800 GS und 8800 GT unter den Namen GeForce 9600 GSO und 9800 GT neu vermarktet wurden. Im Allgemeinen wird angenommen, dass Nvidia mit der Einführung der GeForce-9-Serie auf AMDs Radeon-HD-3000-Serie reagieren wollte.
Im Gegensatz zu den älteren Chips der 8er-Serie (G8x) bieten die neuen Grafikprozessoren der 8er- und 9er-Serie, also G92(b) bis G98, Unterstützung für PCI-Express 2.0. Die Modelle der GeForce-9800-Serie unterstützen die HybridPower-Technologie und können mit einem entsprechenden Mainboard mit Nvidia-Chipsatz unter Windows Vista im Leerlauf durch Abschalten der externen Grafikkarte weniger Leistung aufnehmen. Im Gegensatz zu AMDs Radeon-HD-3000-Serie verwendete Nvidia noch den 65-nm-Fertigungsprozess und stellte erst im Sommer 2008 auf das modernere 55-nm-Verfahren um. Den zunächst entstandenen Nachteil der höheren Fertigungskosten konnte Nvidia mit der besseren Performance am Markt ausgleichen. Kritisiert wurde der Verzicht auf die Unterstützung des Shadermodell 4.1 (SM 4.1) nach DirectX 10.1, sowie das Fehlen eines Energiesparmodus.
Als erste Karte der GeForce-9-Serie wurde am 21. Februar 2008 die GeForce 9600 GT eingeführt. Im Gegensatz zu früheren Serienpräsentationen handelt es sich dabei um keine High-End-, sondern um eine Mainstream-Grafikkarte auf Basis der G94-GPU. Bei dem G94-Prozessor handelt es sich im weitesten Sinne um einen halbierten G92-Chip, welcher allerdings weiterhin über vier ROP-Partitionen verfügt. Dadurch war es möglich, dass Nvidia erstmals auf einer Mainstream-Grafikkarte ein 256-Bit-Speicherinterface verbauen konnte. Die GeForce 9600 GT wurde am Markt gegen die Radeon HD 3850 platziert, welche zu diesem Zeitpunkt im Preissektor von ca. 150 € konkurrenzlos agierte. Trotz technischer Nachteile gegenüber der Konkurrenz durch fehlende DirectX-10.1-Unterstützung und den Verzicht auf einen Energiesparmodus konnte die GeForce 9600 GT sich erfolgreich am Markt behaupten, was im Allgemeinen auf die höhere Performance gegenüber der Radeon HD 3850 zurückgeführt wird. Dies änderte sich erst im Herbst 2008 mit der Einführung der Radeon HD 4830. Erst im November 2009 präsentierte Nvidia mit der GeForce GT 240 den Nachfolger, womit die GeForce 9600 GT eine für Grafikkarten ungewöhnlich lange Marktpräsenz aufwies. Dies war nur möglich mit dem Wechsel auf den 55-nm-Fertigungsprozess und der damit verbundenen Kostenreduzierung.
Am 18. März 2008 erweiterte Nvidia mit der Einführung der GeForce 9800 GX2 die GeForce-9-Serie auf den High-End-Bereich. Die Dual-Grafikkarte bestand aus zwei einzelnen Platinen, die im so genannten „Sandwich“-Design zusammengesetzt wurden. Dabei handelte es sich praktisch gesehen um zwei GeForce 8800 GT Grafikkarten, welche über einen internen SLI-Brückenchip miteinander kommunizieren und über alle acht Shadercluster des G92-Prozessors verfügten. Sie erwies sich bei ihrer Präsentation als die zu diesem Zeitpunkt schnellste Grafikkarte am Markt, obwohl es bei sehr speicherintensiven Anwendungen (z. B. durch hohe Anti-Aliasing-Einstellung oder extreme Auflösungen) aufgrund der geringen Videospeichergröße zu teilweise massiven Performance-Einbrüchen kam.
Am 1. April 2008 stellte Nvidia die GeForce 9800 GTX vor, welche auf einem vollwertigen G92-Prozessor basiert. Nvidia versuchte mit der Karte an den Erfolg der GeForce 8800 GTX anzuknüpfen. Obwohl die GeForce 9800 GTX sowohl über eine höhere Rechenleistung der Streamprozessoren als auch höhere Texelfüllraten verfügte, fiel sie bei speicherintensiven Anwendungen hinter die Performance des Vorgängers zurück. Als Ursache dafür gelten der geringere Speicherdurchsatz, sowie die geringere Speichergröße. Dies führte dazu, dass die GeForce 9800 GTX sich nur bedingt erfolgreich am Markt verkaufte, auch weil der Preisaufschlag gegenüber der nur minimal langsameren GeForce 8800 GTS 512 unverhältnismäßig hoch war. Dies änderte sich erst, als Nvidia Ende Juli 2008 die überarbeitete GeForce 9800 GTX+ einführte. Diese verwendete den G92-Chip in der B1-Revision und war daher die erste Grafikkarte von Nvidia, welche im 55-nm-Fertigungsprozess hergestellt wurde. Dieser reduzierte die Fertigungskosten und ermöglichte höhere Taktraten. Die neue GeForce 9800 GTX+ platzierte sich sowohl leistungsmäßig als auch preislich zwischen der Radeon HD 4850 und 4870.
Am 29. Juli 2008 erweiterte Nvidia die GeForce-9-Serie um die GeForce 9500 GT und 9800 GT. Die GeForce 9500 GT ersetzte dabei die ältere GeForce 8600 GTS und basierte auf der G96-GPU. Sie sortierte sich im oberen Low-End-Bereich ein und agierte dort durchaus erfolgreich. Einige Boardpartner Nvidias brachten unter dem Namen GeForce 9500 GS noch eine leistungsreduzierte Variante mit DDR2-Speicher auf den OEM-Markt. Wie bereits die GeForce 9600 GSO handelte es sich bei der GeForce 9800 GT um eine reine Neuauflage. Da nur die Unterstützung für den HybridPower-Modus hinzugefügt worden war, konnte die GeForce 9800 GT keine Performanceverbesserung im Vergleich zum Vorgänger erreichen. Da die Konkurrenzkarte von ATI, die Radeon HD 4850, eine höhere Performance aufwies, konnte die GeForce 9800 GT die guten Verkaufserfolge der GeForce 8800 GT nicht wiederholen.
Den Grafikprozessor G98 setzte Nvidia zunächst als IGP und in der GeForce-M-Serie ein. Auf dem Desktopmarkt dagegen wurde der G98 von Nvidia zunächst nur auf der GeForce 8400 und 8400 GS Rev. 2  verwendet. Allerdings entschieden sich verschiedene Boardpartner von Nvidia, die GeForce 8400 GS Rev. 2 auch unter den Namen GeForce 9300 GS, GE und SE auf den OEM-Markt zu bringen.
Anfang 2009 präsentierten Nvidias Boardpartner die sogenannte „Green Edition“ der GeForce 9600 GT und 9800 GT. Die Karten wurden mit reduzierter Spannung betrieben, wodurch die Leistungsaufnahme soweit reduziert wurde, dass auf die zusätzlichen Stromstecker der Referenzmodellen verzichtet werden konnte. Für den stabilen Betrieb mussten aber auch die Taktraten gesenkt werden, so dass diese Modelle etwas weniger leistungsfähig als die „normalen“ Editionen der entsprechenden Karten sind. Nvidia selbst, welche die Karten offiziell nicht listet, unterstützte die Boardpartner mit der Selektion der notwendigen G92- und G94-Grafikprozessoren.

## Grafikprozessoren
| Grafik- chip | Fertigung | Fertigung      | Fertigung   | Einheiten          | Einheiten | Einheiten           | Einheiten       | Einheiten       | Einheiten       | L2- Cache | API-Support | API-Support | API-Support | Video- pro- zessor | Bus- Schnitt- stelle |
| Grafik- chip | Pro- zess | Transi- storen | Die- Fläche | ROP- Parti- tionen | ROPs      | Unified-Shader      | Unified-Shader  | Textureinheiten | Textureinheiten | L2- Cache | DirectX     | OpenGL      | OpenCL      | Video- pro- zessor | Bus- Schnitt- stelle |
| Grafik- chip | Pro- zess | Transi- storen | Die- Fläche | ROP- Parti- tionen | ROPs      | Stream- prozessoren | Shader- Cluster | TAUs            | TMUs            | L2- Cache | DirectX     | OpenGL      | OpenCL      | Video- pro- zessor | Bus- Schnitt- stelle |
| ------------ | --------- | -------------- | ----------- | ------------------ | --------- | ------------------- | --------------- | --------------- | --------------- | --------- | ----------- | ----------- | ----------- | ------------------ | -------------------- |
| G92 / b      | 65/55 nm  | 754 Mio.       | 324/276 mm² | 4                  | 16        | 128                 | 8               | 64              | 64              | 64 KB     | 10.0        | 3.3         | 1.1         | VP2                | PCIe 2.0             |
| G94 / b      | 65/55 nm  | 505 Mio.       | 240/180 mm² | 4                  | 16        | 064                 | 4               | 32              | 32              | 64 KB     | 10.0        | 3.3         | 1.1         | VP2                | PCIe 2.0             |
| G96 / b      | 65/55 nm  | 314 Mio.       | 144/119 mm² | 2                  | 08        | 032                 | 2               | 16              | 16              | 32 KB     | 10.0        | 3.3         | 1.1         | VP2                | PCI, PCIe 2.0        |
| G98          | 65 nm     | 210 Mio.       | 086 mm²     | 1                  | 04        | 008                 | 1               | 08              | 08              | 16 KB     | 10.0        | 3.3         | 1.1         | VP3                | PCI                  |

## Namensgebung
Bei der GeForce-9-Serie kommt ein ähnliches Bezeichnungsschema, wie es seit der GeForce-6-Serie verwendet wird, zum Einsatz. Alle Grafikchips werden mit einer vierstelligen Nummer bezeichnet, die generell mit einer „9“ (für GeForce 9) beginnt. Die zweite Ziffer teilt dann die Familie in verschiedene Marktsegmente auf. Das Kürzel hinter der Modellnummer dient zu einer weiteren Diversifizierung.
Aufteilung:
- 9300 / 9400 / 9500: Low-End
- 9600: Mainstream
- 9800: Performance, High-End

Buchstabenkürzel:
- kein Suffix – IGP-Variante

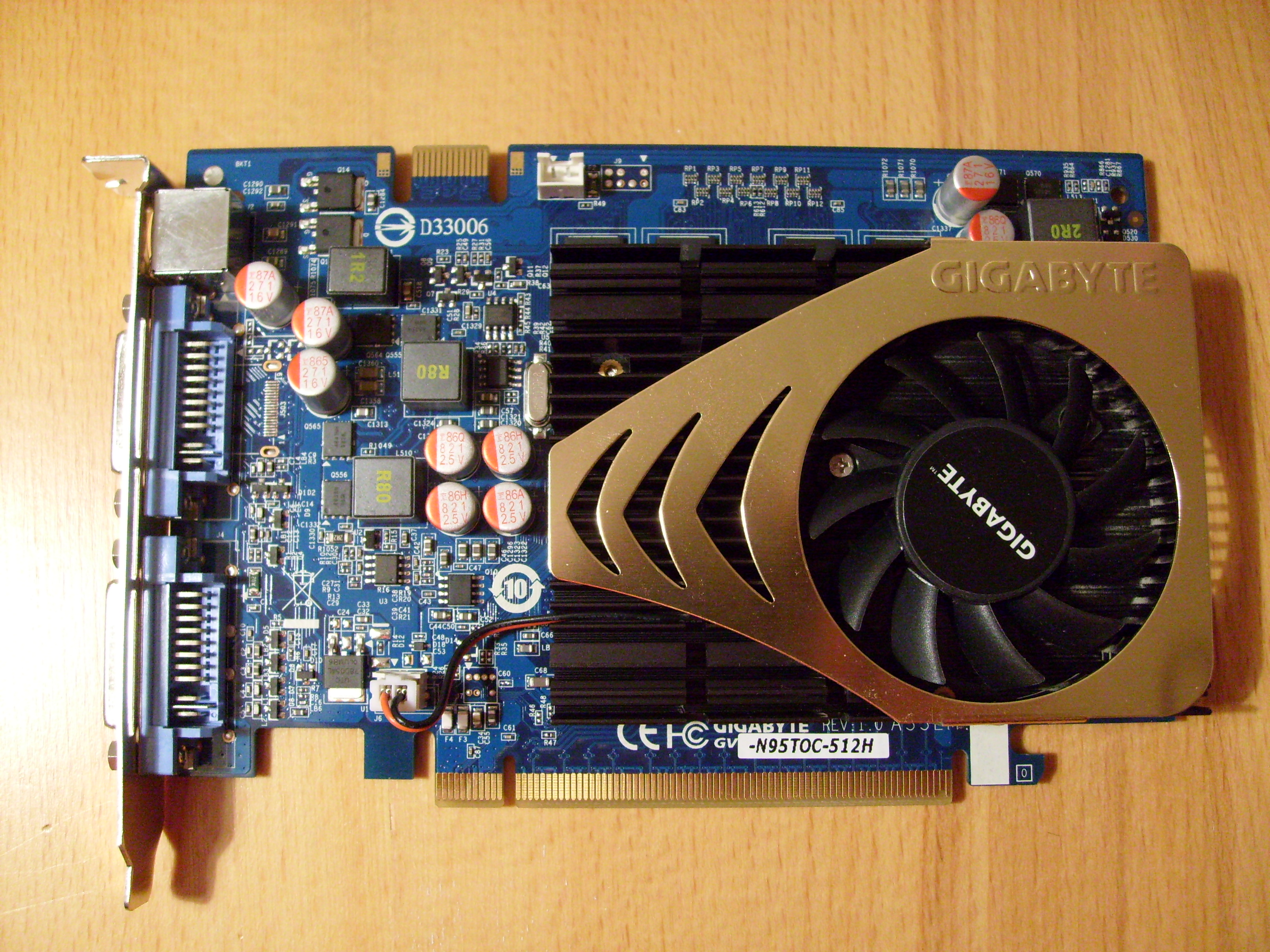
GeForce 9500 GT des Herstellers Gigabyte

- GE/GS/GSO – Leistungsschwache Versionen (oft Recycling von teildefekten, eigentlich höherwertigen Chips)
- GT – „Normale“ Versionen (oft die Produkte mit bestem Preis-Leistungs-Verhältnis im Nvidia-Produktangebot)
- GTX – Leistungsfähige Versionen (Bezeichnung gibt es nur im Performance-Segment)
- GX2 – Leistungsstärkste Versionen mit zwei GPUs auf einer Grafikkarte

Sonderkennzeichnung „+“:
Ein „+“ hinter der Modellbezeichnung lässt erkennen, dass dies eine überarbeitete und meist schnellere Version einer früheren, aber baugleichen, Grafikkarte ist – bei der 9800 GTX+ wurde eine neuere Revision des Prozessors verbaut.

## Modelldaten
| Modell                          | Offizieller Launch | Grafikprozessor (GPU) | Grafikprozessor (GPU) | Grafikprozessor (GPU) | Grafikprozessor (GPU) | Grafikprozessor (GPU) | Grafikprozessor (GPU) | Grafikprozessor (GPU) | Grafikspeicher | Grafikspeicher | Grafikspeicher | Grafikspeicher      |
| Modell                          | Offizieller Launch | Typ                   | Aktive Einheiten      | Aktive Einheiten      | Aktive Einheiten      | Aktive Einheiten      | Chiptakt (MHz)        | Shadertakt (MHz)      | Größe (MB)     | Takt (MHz)     | Typ            | Speicher- interface |
| Modell                          | Offizieller Launch | Typ                   | ROPs                  | Shader- Cluster       | Stream- prozessoren   | Textur- einheiten     | Chiptakt (MHz)        | Shadertakt (MHz)      | Größe (MB)     | Takt (MHz)     | Typ            | Speicher- interface |
| ------------------------------- | ------------------ | --------------------- | --------------------- | --------------------- | --------------------- | --------------------- | --------------------- | --------------------- | -------------- | -------------- | -------------- | ------------------- |
| GeForce 9300                    | 15. Okt. 2008      | MCP7A                 | 8                     | 1                     | 16                    | 8                     | 450                   | 1200                  | Shared Memory  | IGP            | DDR2/DDR3      | IGP                 |
| GeForce 9300 GE                 | Jun. 2008          | G98                   | 4                     | 1                     | 8                     | 8                     | 540                   | 1300                  | 256            | 500            | DDR2           | 64 Bit              |
| GeForce 9300 GS                 | Jun. 2008          | G98                   | 4                     | 1                     | 8                     | 8                     | 567                   | 1400                  | 256            | 500            | DDR2           | 64 Bit              |
| GeForce 9400                    | 15. Okt. 2008      | MCP7A                 | 8                     | 1                     | 16                    | 8                     | 580                   | 1400                  | Shared Memory  | IGP            | DDR2/DDR3      | IGP                 |
| GeForce 9400 GT                 | 27. Aug. 2008      | G96b                  | 8                     | 1                     | 16                    | 8                     | 550                   | 1400                  | 512            | 400            | DDR2           | 128 Bit             |
| GeForce 9500 GT                 | 29. Jul. 2008      | G96 G96b              | 8                     | 2                     | 32                    | 16                    | 550                   | 1400                  | 512            | 800            | GDDR3          | 128 Bit             |
| GeForce 9600 GSO                | Apr. 2008          | G92                   | 12                    | 6                     | 96                    | 48                    | 550                   | 1375                  | 384            | 800            | GDDR3          | 192 Bit             |
| GeForce 9600 GSO 512            | Okt. 2008          | G94b                  | 16                    | 3                     | 48                    | 24                    | 650                   | 1625                  | 512            | 900            | GDDR3          | 256 Bit             |
| GeForce 9600 GT                 | 21. Feb. 2008      | G94 G94b              | 16                    | 4                     | 64                    | 32                    | 650                   | 1625                  | 512 1024       | 900            | GDDR3 DDR2     | 256 Bit             |
| GeForce 9600 GT (Green Edition) | Feb. 2009          | G94b                  | 16                    | 4                     | 64                    | 32                    | 600                   | 1500                  | 512            | 900            | GDDR3          | 256 Bit             |
| GeForce 9800S                   | k. A.              | G94b                  | 16                    | 4                     | 64                    | 32                    | 600                   | 1500                  | 1024           | 800            | GDDR3          | 256 Bit             |
| GeForce 9800 GT                 | 29. Jul. 2008      | G92 G92b              | 16                    | 7                     | 112                   | 56                    | 600                   | 1512                  | 512            | 900            | GDDR3          | 256 Bit             |
| GeForce 9800 GT (Green Edition) | Mrz. 2009          | G92b                  | 16                    | 7                     | 112                   | 56                    | 550                   | 1375                  | 512            | 900            | GDDR3          | 256 Bit             |
| GeForce 9800 GTX                | 1. Apr. 2008       | G92                   | 16                    | 8                     | 128                   | 64                    | 675                   | 1688                  | 512            | 1100           | GDDR3          | 256 Bit             |
| GeForce 9800 GTX+               | 19. Jul. 2008      | G92b                  | 16                    | 8                     | 128                   | 64                    | 738                   | 1836                  | 512            | 1100           | GDDR3          | 256 Bit             |
| GeForce 9800 GX2                | 18. Mrz. 2008      | 2× G92                | 2× 16                 | 2× 8                  | 2× 128                | 2× 64                 | 600                   | 1500                  | 2× 512         | 1000           | GDDR3          | 2× 256 Bit          |

Hinweise:
- Die angegebenen Taktraten sind die von Nvidia empfohlenen bzw. festgelegten. Allerdings liegt die finale Festlegung der Taktraten in den Händen der jeweiligen Grafikkarten-Hersteller. Daher ist es durchaus möglich, dass es Grafikkarten-Modelle gibt oder geben wird, die abweichende Taktraten besitzen.
- Mit dem angegebenen Zeitpunkt ist der Termin der öffentlichen Vorstellung angegeben, nicht der Termin der Verfügbarkeit der Modelle.
- Die Taktfrequenz des Speichers wird auch oft als doppelt so hoch angegeben. Grund dafür ist die doppelte Daten-Rate (DDR).

### Leistungsdaten
Für die jeweiligen Modelle ergeben sich folgende theoretische Leistungsdaten:
| Modell                          | Rechenleistung aller Streamprozessoren (GFlops) | Füllrate des Grafikprozessors | Füllrate des Grafikprozessors | Datenübertragungsrate zum Grafikspeicher (GB/s) |
| Modell                          | Rechenleistung aller Streamprozessoren (GFlops) | Pixel (GPixel/s)              | Texel (GTexel/s)              | Datenübertragungsrate zum Grafikspeicher (GB/s) |
| ------------------------------- | ----------------------------------------------- | ----------------------------- | ----------------------------- | ----------------------------------------------- |
| GeForce 9300                    | 57,6                                            | 3,6                           | 3,6                           | k. A.                                           |
| GeForce 9300 GE                 | 31,2                                            | 2,2                           | 4,3                           | 8,0                                             |
| GeForce 9300 GS                 | 33,6                                            | 2,3                           | 4,5                           | 8,0                                             |
| GeForce 9400                    | 67,2                                            | 4,6                           | 4,6                           | k. A.                                           |
| GeForce 9400 GT                 | 67                                              | 4,4                           | 4,4                           | 12,8                                            |
| GeForce 9500 GT                 | 134                                             | 4,4                           | 8,8                           | 25,6                                            |
| GeForce 9600 GSO                | 396                                             | 6,6                           | 26,4                          | 38,4                                            |
| GeForce 9600 GSO 512            | 234                                             | 10,4                          | 15,6                          | 57,6                                            |
| GeForce 9600 GT                 | 312                                             | 10,4                          | 20,8                          | 57,6                                            |
| GeForce 9600 GT (Green Edition) | 288                                             | 9,6                           | 19,2                          | 57,6                                            |
| GeForce 9800S                   | 288                                             | 9,6                           | 19,2                          | 51,2                                            |
| GeForce 9800 GT                 | 508                                             | 9,6                           | 33,6                          | 57,6                                            |
| GeForce 9800 GT (Green Edition) | 462                                             | 8,8                           | 30,8                          | 57,6                                            |
| GeForce 9800 GTX                | 648                                             | 10,8                          | 43,2                          | 70,4                                            |
| GeForce 9800 GTX+               | 705                                             | 11,8                          | 47,2                          | 70,4                                            |
| GeForce 9800 GX2                | 2× 576                                          | 2× 9,6                        | 2× 38,4                       | 2× 64,0                                         |

Hinweise:
- Die angegebenen Leistungswerte für die Rechenleistung über die Streamprozessoren, die Pixelfüllrate, die Texelfüllrate und die Speicherbandbreite sind theoretische Maximalwerte. Die Gesamtleistung einer Grafikkarte hängt unter anderem davon ab, wie gut die vorhandenen Ressourcen ausgenutzt bzw. ausgelastet werden können. Außerdem gibt es noch andere, hier nicht aufgeführte Faktoren, die die Leistungsfähigkeit beeinflussen.
- Die angegebene Rechenleistung über die Streamprozessoren bezieht sich auf die Nutzung beider MUL-Operationen, die bei Grafikshaderberechnungen nicht erreicht wird, da weitere Berechnungen ausgeführt werden müssen. Bei diesen Berechnungen liegt die Leistung der Rechenleistung über die Stream-Prozessoren daher geringer.

### Leistungsaufnahmedaten
Die in der Tabelle aufgeführten Messwerte beziehen sich auf die reine Leistungsaufnahme von Grafikkarten, die dem nVidia-Referenzdesign entsprechen oder zumindest ein von nVidia unterstütztes eigenes Marktsegment bilden (z. B. Green Edition). Um diese Werte zu messen, bedarf es einer speziellen Messvorrichtung; je nach eingesetzter Messtechnik und gegebenen Messbedingungen, inklusive des genutzten Programms, mit dem die 3D-Last erzeugt wird, können die Werte zwischen unterschiedlichen Apparaturen schwanken. Daher sind hier Messwertbereiche angegeben, die jeweils die niedrigsten und höchsten gemessenen Werte aus verschiedenen Quellen darstellen.
| Modell                          | Typ      | Verbrauch (Watt) | Verbrauch (Watt) | Verbrauch (Watt) | zusätzliche Strom- stecker |
| Modell                          | Typ      | MGCP             | Messwerte        | Messwerte        | zusätzliche Strom- stecker |
| Modell                          | Typ      | MGCP             | Idle             | 3D-Last          | zusätzliche Strom- stecker |
| ------------------------------- | -------- | ---------------- | ---------------- | ---------------- | -------------------------- |
| GeForce 9300                    | MCP7A    | k. A.            | k. A.            | k. A.            | keine                      |
| GeForce 9300 GE                 | G98      | k. A.            | k. A.            | k. A.            | keine                      |
| GeForce 9300 GS                 | G98      | k. A.            | k. A.            | k. A.            | keine                      |
| GeForce 9400                    | MCP7A    | k. A.            | k. A.            | k. A.            | keine                      |
| GeForce 9400 GT                 | G96b     | 50               | k. A.            | k. A.            | keine                      |
| GeForce 9500 GT                 | G96 G96b | 72               | k. A.            | k. A.            | keine                      |
| GeForce 9600 GSO                | G92      | 84               | k. A.            | k. A.            | 1× 6-Pin                   |
| GeForce 9600 GSO 512            | G94b     | 83               | k. A.            | k. A.            | 1× 6-Pin                   |
| GeForce 9600 GT                 | G94 G94b | 96               | 26               | 69               | 1× 6-Pin                   |
| GeForce 9600 GT (Green Edition) | G94b     | 59               | k. A.            | k. A.            | keine                      |
| GeForce 9800S                   | G94b     | k. A.            | k. A.            | k. A.            | k. A.                      |
| GeForce 9800 GT                 | G92      | 115              | 35               | 111              | 1× 6-Pin                   |
| GeForce 9800 GT                 | G92b     | 115              | k. A.            | k. A.            | 1× 6-Pin                   |
| GeForce 9800 GT (Green Edition) | G92b     | 75               | k. A.            | k. A.            | keine                      |
| GeForce 9800 GTX                | G92      | 156              | 60–62            | 175–186          | 2× 6-Pin                   |
| GeForce 9800 GTX+               | G92b     | 141              | k. A.            | k. A.            | 2× 6-Pin                   |
| GeForce 9800 GX2                | 2× G92   | 197              | 88               | 268              | 1× 6-Pin 1× 8-Pin          |

Weitaus üblicher als die Messung des Verbrauchs an der Grafikkarte ist die Bestimmung der Leistungsaufnahme eines Gesamtsystems. Dazu wird ein Referenzsystem zusammengestellt, in dem die verschiedenen Grafikkarten eingebaut werden; daraufhin findet die Messung mithilfe eines Energiekostenmessgerätes oder einer vergleichbaren Apparatur direkt an der Steckdose statt. Allerdings ist die Aussagekraft der Messwerte begrenzt: Es ist nicht klar, welcher Verbrauch von der Grafikkarte stammt und was dem restlichen PC-System zuzuschreiben ist. Der Unterschied im Verbrauch zwischen Idle- und 3D-Lastbetrieb ist bei dieser Messmethode nicht nur davon abhängig, mit welchem Programm die Last erzeugt wurde; die Auslastung und Effizienz des restlichen PC-Systems inklusive Netzteil, Mainboard und Prozessor beeinflussen die gemessene Differenz ebenfalls. Da sich die getesteten Systeme in der Regel von dem eigenen PC-System zuhause unterscheiden, lassen sich die dort angegebenen Werte nicht auf das eigene System abbilden. Nur Messdaten von sonst identischen Systemen taugen (bedingt) für den Vergleich untereinander. Wegen dieser Abhängigkeit sind Gesamtsystem-Messwerte in der hiesigen Tabelle nicht aufgeführt. Da sie aber ein besseres Bild von der praktischen Leistungsaufnahme eines konkreten Systems mit einer bestimmten Grafikkarte vermitteln können, werden unter den Weblinks Seiten aufgelistet, die solche Messungen vornahmen.

### Messung der Leistungsaufnahme eines Gesamtsystems
- Messungen mit GeForce 9500 GT, 9600 GSO, 9600 GT, 9800 GT, 9800 GTX, 9800 GTX+, 9800 GX2 und anderen bei Computerbase
- Messungen mit GeForce 9600 GT Green, 9600 GT, 2× 9600 GT (SLI) und anderen bei PCstats
- Messungen mit GeForce 9600 GT, 9800 GTX, 9800 GTX+, 9800 GX2 und anderen bei Tom’s Hardware